# Hoya pottsii
Hoya pottsii (chin. 铁草鞋 san mai qiu lan) ist eine Pflanzenart der Gattung der Wachsblumen (Hoya) aus der Unterfamilie der Seidenpflanzengewächse (Asclepiadoideae). Das Verbreitungsgebiet ist auf Südchina und Taiwan beschränkt.

## Merkmale
Hoya pottsii besitzt kahle, verzweigte, windende Triebe, die bis 4 m und mehr lang werden können. Sie sind im Querschnitt rund bei einem Durchmesser von 3 bis 4 Millimetern. Die Blätter sind gestielt, die sehr dicken, runden Stiele werden 2 bis 2,5 cm lang. Die Blattspreiten sind (verkehrt-)herzförmig, eiförmig, länglich-eiförmig bis lanzettlich mit einer herzförmigen, gerundeten, keilförmigen bis dreieckig zulaufenden Basis und einem zugespitzten Apex. Sie sind lederig bis fleischig, auf der Oberseite blassgrün, auf der Unterseite dunkelgrün gefärbt. Die verhältnismäßig sehr großen Blattspreiten sind 5 bis 20 cm lang (6 bis 12 cm), bei einer Breite von 5 bis 10 cm (3 bis 6 cm). Die Ränder sind leicht zurückgebogen. 
Der kugelige Blütenstand weist bis zu 25 Einzelblüten auf; er entspringt nicht in den Blattachseln. Der Stiel des Blütenstands ist 5 bis 8 cm lang (bis 10 cm) lang, relativ dünn und unbehaart. Die Kelchblätter sind breit-eiförmig, 1,5 mm lang und 0,8 mm breit und damit verhältnismäßig kurz. Die Blütenkrone ist sternartig ausgebreitet mit leicht zurückgebogenen Kronzipfeln und misst etwa 1 cm im Durchmesser. Die blass gelblichgrünen bis weißen Kronzipfel sind breit-eiförmig und am äußeren Ende gespitzt. Sie sind außen kahl, innen schwach mit winzigen, flaumigen Härchen bedeckt. Die Nebenkrone ist weiß, sternförmig ausgebreitet mit einem gelblichen bis leicht rötlichen Zentrum. Die staminalen Nebenkronzipfel sind eiförmig und in der Mitte eingesenkt. Die äußeren Fortsätze sind länglich-spitz ausgezogen. Die Ränder sind stark zurückgebogen und schließen so einen Hohlraum ein. Die inneren Fortsätze sind spitz und treffen sich über dem Griffelkopf. Die Balgfrüchte sind lang-spindelig bei einer Länge von 11 cm und einer Dicke von 0,8 cm. Die Samen sind länglich-lanzettlich in der Draufsicht, ca. 4 mm lang und 1 mm breit und mit einem ca. 3,5 cm langen Haarschopf versehen. Die Blütezeit am Naturstandort ist von April bis Mai. Die Früchte reifen von August bis Oktober. Während Wennström und Stenman schreiben, dass die Art nicht oder nur wenig duftet, wird bereits in der Beschreibung im Curtis Botanical Magazine von einem Duft nach altem und schlechten Honig gesprochen.

## Geographische Verbreitung und Habitat
Die geographische Verbreitung der Art ist davon abhängig, ob Hoya nicholsoniae als Synonym von Hoya pottsii anerkannt wird oder nicht. Während Forster & Liddle (1992) die beiden Arten als Synonyme sehen, werden im Sukkulentenlexikon Hoya pottsii und Hoya nicholsoniae als selbständige Arten geführt. Auch die "Flora of China" führt die beiden Arten getrennt. Hier wird letzterer Ansicht gefolgt. Damit ist das Verbreitungsgebiet von Hoya pottsii auf Südchina (Prov. Guangdong, Guangxi, Hainan, Yunnan) und Taiwan beschränkt. Die Art wächst dort in dichten Wäldern auf Baumstümpfen und Felsen von Meereshöhe bis in 500 m über dem Meeresspiegel.

## Taxonomie
Hoya pottsii wurde 1827 von James Traill im 7. Band der Transactions of the Horticultural Society of London, S. 25 erstmals beschrieben. Das Erscheinungsdatum dieses Bandes wird im Sukkulenten-Lexikon und im International Plant Names Index unterschiedlich angegeben (1827 vs. 1830). Allgemein anerkannte Synonyme sind Hoya angustifolia Traill (1830), Hoya trinervis Traill (1830) und Hoya obscurinervia Merrill (1923). Forster & Liddle (1992) betrachten Hoya nicholsoniae (und Hoya hellwigiana Warb. und Hoya sogerenesis S. Moore) als Synonym(e) von Hoya pottsii. Hoffmann, van Donkelaar und Albers im Sukkulenten-Lexikon behandeln Hoya pottsi und Hoya nicholsoniae wieder als eigenständige Arten.
Das Typusexemplar wurde von John Potts im August 1822 aus der Umgebung von Macau nach England gebracht. Im Frühjahr 1825 blühte die Pflanze erstmals und wurde zu Ehren von John Potts, der inzwischen verstorben war, benannt. 

## Belege